# Зубков, Александр Владимирович
Александр Владимирович Зубков (1913—1945) — лейтенант Рабоче-крестьянской Красной Армии, участник Великой Отечественной войны, Герой Советского Союза (1943).

## Биография
Александр Зубков родился в 1913 году в селе Дубовка (ныне — город в Волгоградской области). В возрасте шести лет переехал с семьёй в Царицын (ныне — Волгоград), где окончил четыре класса школы, после чего работал на лесозаводе, в типографии. В 1936—1937 годах Зубков проходил службу в Рабоче-крестьянской Красной Армии. После демобилизации работал грузчиком в Сталинградском речном порту. В июне 1941 года Зубков повторно был призван в армию. С сентября того же года — на фронтах Великой Отечественной войны. К сентябрю 1943 года старшина медицинской службы Александр Зубков командовал взводом санитаров-носильщиков 383-го стрелкового полка 121-й стрелковой дивизии 60-й армии Центрального фронта. Отличился во время битвы за Днепр.
26 сентября 1943 года Зубков одним из первых переправился через Днепр в районе села Глебовка Вышгородского района Киевской области Украинской ССР и организовал действия своего взвода по оказанию первой помощи получившим ранения бойцам и командирам, а также их эвакуацию на восточный берег. Благодаря слаженной работе взвода только за одни сутки было переправлено около 90 раненых. Под вражеским огнём Зубков лично совершал 6 рейсов на плотах с ранеными. В критический момент боя с немецкими войсками на плацдарме Зубков поднял свой взвод в атаку, заставив их отступить.
Указом Президиума Верховного Совета СССР от 17 октября 1943 года за «образцовое выполнение боевых заданий командования на фронте борьбы с немецкими захватчиками и проявленные при этом мужество и героизм» старшина медицинской службы Александр Зубков был удостоен высокого звания Героя Советского Союза с вручением ордена Ленина и медали «Золотая Звезда» за номером 2033.
13 марта 1945 года Зубков получил смертельное ранение и в тот же день скончался. Похоронен на воинском кладбище в городе Бельско-Бяла.
Был также награждён орденами Красного Знамени, Отечественной войны 2-й степени, Красной Звезды, рядом медалей.